# Номерні автомобільні шляхи США
Номерні автомобільні шляхи США (англ. United States Numbered Highways чи англ. U.S. Routes чи англ. U.S. Highways) — це об'єднана система автомобільних шосе США з загальнонаціональним значенням й нумерацією. Автомобільні шляхи чи шосе (highways) мають прокладені для провадження транспортного руху через усі основні важливі пункти призначення у всіх штатах США p швидкісним рухом, що переривається нечастими світлофорами й зниженням швидкості у містах. Автомобільні шляхи відрізняються від автомагістралей (freeways) перериваннями руху у своїй площині перехресними дорогами. 
На відміну від нумерованих автошляхів у США існують міжштатні автомагістралі (interstates), штатні автошляхи (state routes/ roads: що визначаються важливими на рівні кожного штату) й повітові дороги (county roads).

## Особливості системи

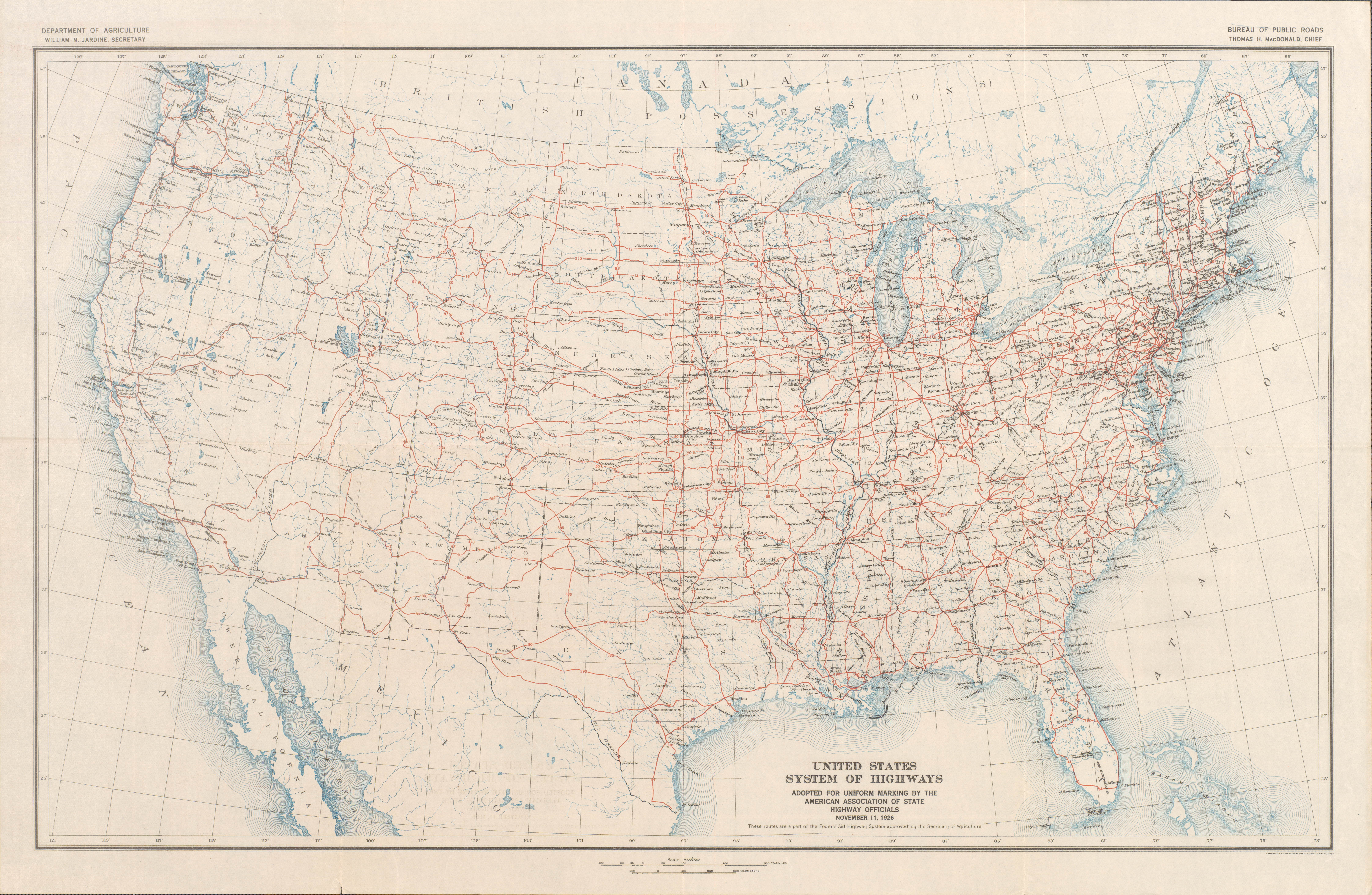
Вигляд мережі, затверджений 1926 року

Зазвичай номерні автодороги не мають мінімального необхідного набору стандартів, як, наприклад Interstate Highway System, і не є автомагістралями.